# Економічна інформаційна система
Економічна інформаційна система - це система, функціонування якої в часі полягає в зборі, зберіганні, обробці і поширенні інформації про діяльність певного економічного об'єкта. Інформаційна система створюється для конкретного об'єкта і повинна в певній мірі копіювати взаємозв'язки елементів даного об'єкта.

## Функціональні компоненти
Усі інформаційні системи (ІС) містять функціональні компоненти; компоненти системи оброблення даних та організаційні компоненти. Функціональні компоненти — це система функцій управління, комплекс взаємопов'язаних у часі та просторі робіт щодо управління для досягнення поставлених перед підприємством цілей.
Підсистеми, що забезпечують роботу економічних ІС, є спільними для всієї економічної ІС незалежно від конкретних функціональних підсистем, у яких застосовують ті чи інші види забезпечення. Будь-яка економічна інформаційна система має відповідну структуру, тобто містить такі підсистеми:
- організаційного забезпечення;
- правового забезпечення;
- математичного забезпечення;
- програмного забезпечення;
- інформаційного забезпечення;
- лінгвістичного забезпечення;
- технологічного забезпечення.

## Організаційне забезпечення
Організаційне забезпечення — є однією з найважливіших підсистем економічних ІС, від якої залежить успішна реалізація цілей і функцій системи. У складі організаційного забезпечення можна виділити чотири групи компонентів.

### Перша група
Перша група містить найважливіші методичні матеріали, що регламентують процес створення і функціонування системи:
- загальногалузеві методичні матеріали зі створення економічних ІС;
- типові проєктні рішення;
- методичні матеріали з організації й проведення передпроєктного обстеження на підприємстві;
- методичні матеріали з питань створення і впровадження проєктної документації.

### Друга група
Другим компонентом у структурі організаційного забезпечення економічних ІС є сукупність засобів, необхідних для ефективного проєктування і функціонування економічної інформаційної системи (комплекси задач керування, включаючи типові пакети прикладних програм, типові структури керування підприємством, уніфіковані системи документів, загальносистемні й галузеві класифікатори тощо).

### Третя група
Третім компонентом підсистеми організаційного забезпечення є технічна документація, яку одержують в процесі обстеження, проєктування і впровадження системи: техніко-економічне обґрунтування, технічне завдання, технічний і робочий проєкти та документи, що оформляють поетапну здачу системи в експлуатацію.

### Четверта група
Четвертим компонентом підсистеми організаційного забезпечення є організаційно-штатна структура проєкту.

## Правове забезпечення
Правове забезпечення призначене для регламентації процесу створення й експлуатації економічної інформаційної системи, що включає сукупність юридичних документів з констатацією регламентних відносин з формування, збереження, обробки проміжної та результатної інформації системи.
До правових документів, що діють на етапі створення системи, належать договір між розробником і замовником та документи, що регламентують відносини між учасниками процесу створення системи. На етапі впровадження створюють такі правові документи: характеристика статусу створюваної системи; правові повноваження підрозділів економічної ІС; правові повноваження окремих видів процесів обробки інформації; правові відносини користувачів у застосуванні технічних засобів.

## Технічне забезпечення
Технічне забезпечення — це комплекс технічних засобів, призначених для обробки даних в економічній інформаційній системі.
До технічного забезпечення відносяться електронні обчислювальні машини, що здійснюють обробку економічної інформації, засоби підготовки даних на машинних носіях, засоби збору і реєстрації інформації, засоби передачі даних за каналами зв'язку, засоби накопичення і збереження даних і видачі результатної інформації, допоміжне устаткування й організаційна техніка.

## Математичне забезпечення
Математичне забезпечення — це сукупність математичних моделей і алгоритмів для розв'язання задач, а також комплекс засобів і методів для побудови економіко-математичної моделі задач управління.
До складу математичного забезпечення входять: засоби математичного забезпечення (засоби моделювання типових задач управління, методи багатокритеріальної оптимізації, математичної статистики, теорії масового обслуговування тощо); технічна документація (опис задач та алгоритми їх розв'язання, економіко-математичні моделі); методи вибору математичного забезпечення (методи визначення типів задач, методи оцінки обчислювальної складності алгоритмів, методи оцінки достовірності результатів).

## Програмне забезпечення
Програмне забезпечення — це сукупність комп'ютерних програм та інструкцій щодо їх застосування на ЕОМ.
Програмне забезпечення поділяється на два комплекси: загальне (операційні системи, операційні оболонки, компілятори, інтерпретатори, програмні середовища для розроблення застосовних програм, системи керування базами даних, мережні програми) і спеціальне (сукупність застосовних програм, розроблених для конкретних задач у рамках функціональних підсистем).

## Інформаційне забезпечення
Інформаційне забезпечення — це сукупність методів класифікації й кодування техніко-економічної інформації, документообігу та інформаційної бази.
Інформаційне забезпечення містить два комплекси: компоненти позамашинного інформаційного забезпечення (класифікатори техніко-економічної інформації, документи тощо) машинного інформаційного забезпечення (макети, екранні форми для вводу первинних даних в ЕОМ та для виводу результатної інформації, структури інформаційної бази тощо).
Центральним компонентом інформаційного забезпечення є база даних (БД) через яку здійснюється обмін даними між різними задачами. База даних забезпечує інтегроване використання різних інформаційних об'єктів у функціональних підсистемах.

## Лінгвістичне забезпечення
Лінгвістичне забезпечення містить сукупність науково-технічних термінів та інших мовних засобів, що використовуються в інформаційній системі, а також правил формалізації природної мови (приміром, методи стискання і розкриття текстової інформації), що призначені для підвищення ефективності автоматизованої обробки інформації та полегшують спілкування людини з економічною ІС. Мовні засоби лінгвістичного забезпечення поділяються на дві групи: традиційні мови (природні, математичні, алгоритмічні мови, мови моделювання) і мови, призначені для діалогу з ЕОМ (інформаційно-пошукові, мови СУБД, операційних середовищ, вхідні мови пакетів прикладних програм).

## Технологічне забезпечення
Технологічне забезпечення економічних ІС поділяється на підсистеми за технологічними етапами обробки різних видів інформації:
- первинної й результатної інформації (етапи технологічного процесу збору, передачі, накопичення, збереження, обробки первинної інформації, одержання і видачі результатної інформації);
- організаційно-розпорядницької документації (етапи одержання вхідної документації, передачі на виконання, етапи формування і збереження справ, складання і тиражування внутрішніх документів і звітів);
- технологічної документації й креслень (етапи вводу в систему й актуалізації шаблонів виробів, вводу вхідних даних і формування проєктної документації для нових видів виробів, видачі на плотер креслень, актуалізації банку стандартів, технічних умов, нормативних даних, підготовки й видачі технологічної документації для нових видів виробів);
- бази даних і бази знань (БЗ) (етапи формування БД і БЗ, вводу й обробки запитів на пошук рішення, видачі варіанта рішення і пояснення до нього);
- науково-технічної інформації, стандартів і технічних умов, правових документів і справ (етапи формування пошукових образів документів, формування інформаційного фонду, ведення тезауруса ключових слів і їхніх кодів, кодування запиту на пошук, виконання пошуку і видачі документа чи адреси збереження документа).